# المحقق كونان (الموسم 25)
المحقق كونان هو الموسم الخامس والعشرين من سلسلة المحقق كونان (باليابانية: 名探偵コナン، تُنطق ميه‌‌تانتيه كۆنان أي المحقق العظيم كونان) تُرجمت رسميًا إلى المُحقق كونان، وهي سلسلة مانغا للكاتب غوشو أوياما حُولِّت إلى مسلسل أنيمي وحلقات أوفا وأفلام أنمي وألعاب فيديو ووسائط أخرى يابانية وقد بدأ عرض السلسلة من 30 مايو 2015 ولغاية الآن.
أُذيعت الحلقة الأولى في 8 يناير 1996 وعرضت الحلقات بالتوالي إلى أن وصلت إلى أكثر من 1,155 حلقة، وبذلك تحتل المركز الخامس عشر في قائمة أكثر الأنيميات من حيث عدد الحلقات. يتم عرض حلقة واحدة من الأنمي أسبوعيًّا على نبون تلفجن إلا في حالات عرض الأفلام فإنها قد تتأجل إلى أسبوعين أو أكثر. تتم دبلجة الأنيمي للغة العربية من قِبَل مركز الزهرة ولا تزال دبلجته مُستمرة لأكثر من ثمانية عشرة سنة منذ سنة 1998، حيث عُرض لأول مرة على تلفزيون قطر، وقد وصلت الحلقات المُدبلجة إلى 565 (537 بالنّظام الياباني) من أصل 1,155 حلقة.
يُعرَض المحقق كونان في اليابان على قناة نيبون تي في وقناة يوميأوري وقناة أنيماكس وقناة YTV اليابانية، وقد لاقى المحقق كونان رواجًا كبيرًا في اليابان حيث احتل مركزًا من ضمن المراكز الستة الأوائل في ست مناسبات مختلفة. وبحسب استطلاعات الرأي التي أجرتها مجلة أنيميج، اعتبر الأنيمي من بين أفضل 20 أنيمي تم إصداره خلال الفترة من عام 1996 ولغاية عام 2001. أيضا احتل المحقق كونان المركز الثالث والعشرين من ضمن قائمة أفضل 100 أنيمي، أجرته شبكة أساهي اليابانية في عام 2005.

## عناوين الحلقات
| #       | عنوان الحلقة                                                              | تفاصيل الحلقة | تفاصيل الحلقة  |
| اليابان | باليابانية                                                                | في المانغا    | تاريخ العرض    |
| ------- | ------------------------------------------------------------------------- | ------------- | -------------- |
| 779     | المُقدِّمة القرمزيَّة                                                          | فصل 891-893   | 30 مايو 2015   |
| 780     | المُطاردة القرمزيَّة                                                         | فصل 891-893   | 6 يونيو 2015   |
| 781     | التقاطع القرمزي                                                           | فصل 894-898   | 13 يونيو 2015  |
| 782     | العودة القرمزية                                                           | فصل 894-898   | 20 يونيو 2015  |
| 783     | الحقيقة القرمزية                                                          | فصل 894-898   | 27 يونيو 2015  |
| 784     | مرحباً بكم إلى نادي أوريهيمي                                               | فلر           | 11 يوليو 2015  |
| 785     | مباراة حب تايكو ميجين (الجزء الأول)                                       | فصل 899-902   | 18 يوليو 2015  |
| 786     | مباراة حب تايكو ميجين (الجزء الثاني)                                      | فصل 899-902   | 25 يوليو 2015  |
| 787     | الغرق الغامض في حوض منتصف الصيف (الجزء الأول)                             | فصل 903-905   | 1 اغسطس 2015   |
| 788     | الغرق الغامض في حوض منتصف الصيف (الجزء الثاني)                            | فصل 903-905   | 8 اغسطس 2015   |
| 789     | توقعات الطقس من الملكة                                                    | فلر           | 15 اغسطس 2015  |
| 790     | خدمة النزيف الضخمة لبيكا بونغ                                             | فلر           | 5 سبتمبر 2015  |
| 791     | المحقق تاكاجي في رحلة بالأصفاد                                            | فلر           | 12 سبتمبر 2015 |
| 792     | أول ثلاث مكتشفين (الجزء الأول)                                            | فصل 906-908   | 19 سبتمبر 2015 |
| 793     | أول ثلاث مكتشفين (الجزء الثاني)                                           | فصل 906-908   | 26 سبتمبر 2015 |
| 794     | الحارس الشخصي كوغورو موري                                                 | فلر           | 3 أكتوبر 2015  |
| 795     | سر السيدة الشابة المفقودة                                                 | فلر           | 10 أكتوبر 2015 |
| 796     | إستراتيجية الزوجان اللذان لا ينفصلان                                      | فلر           | 17 أكتوبر 2015 |
| 797     | الاستنتاج الحائر للسيدة الشابة المبدعة                                    | فلر           | 24 أكتوبر 2015 |
| 798     | الهدف المتحرك                                                             | فلر           | 7 نوفمبر 2015  |
| 799     | معركة المحققين الصغار المغلقة الغامضة                                     | فلر           | 14 نوفمبر 2015 |
| 800     | مطاردة 100 مليون ين                                                       | فلر           | 21 نوفمبر 2015 |
| 801     | جولة غامضة لكبثان توتوري الرملية (جزء كورايوشي)                           | فلر           | 28 نوفمبر 2015 |
| 802     | جولة غامضة لكبثان توتوري الرملية (جزء توتوري)                             | فلر           | 5 ديسمبر 2015  |
| 803     | وشرك النار باترول                                                         | فلر           | 12 ديسمبر 2015 |
| 804     | كونان وإيبيزو ورحلة الكابوكي الغامضة (الجزء الأول) (حلقة خاصة لمدة ساعة)  | فلر           | 9 يناير 2016   |
| 805     | كونان وإيبيزو ورحلة الكابوكي الغامضة (الجزء الثاني) (حلقة خاصة لمدة ساعة) | فلر           | 16 يناير 2016  |
| 806     | وهم المتحدث من بطنه (الجزء الأول)                                         | فلر           | 30 يناير 2016  |
| 807     | وهم المتحدث من بطنه (الجزء الثاني)                                        | فلر           | 6 فبراير 2016  |
| 808     | قضية نزل الكامايتاتشي (الجزء الأول)                                       | فصل 909-912   | 13 فبراير 2016 |
| 809     | قضية نزل الكامايتاتشي (الجزء الثاني)                                      | فصل 909-912   | 20 فبراير 2016 |
| 810     | ظلام شرطة المحافظة (الجزء الأول)                                          | فصل 913-917   | 27 فبراير 2016 |
| 811     | ظلام شرطة المحافظة (الجزء الثاني)                                         | فصل 913-917   | 5 مارس 2016    |
| 812     | ظلام شرطة المحافظة (الجزء الثالث)                                         | فصل 913-917   | 12 مارس 2016   |
| 813     | الظل الذي يقترب من آمورو (حلقة خاصة بالفيلم 20)                           | فلر           | 16 أبريل 2016  |
| 814     | قضية الغرفة المغلقة للممثلة صاحبة المدونة (الجزء الأول)                   | فصل 918-919   | 23 أبريل 2016  |
| 815     | قضية الغرفة المغلقة للممثلة صاحبة المدونة (الجزء الثاني)                  | فصل 919-920   | 30 أبريل 2016  |
| 816     | المعذرة، مخلوقات فضائية ودودة                                             | فلر           | 7 مايو 2016    |
| 817     | إختفاء الخطيبة                                                            | فلر           | 14 مايو 2016   |